# Bois-Himont
Bois-Himont è un comune francese di 429 abitanti situato nel dipartimento della Senna Marittima nella regione della Normandia.

## Società

### Evoluzione demografica
Abitanti censiti